# Paleoklimatologia

Szacunkowy pomiar temperatury, stężenie CO2 i ilość pyłu z ostatnich 420 tys. lat określona na podstawie rdzenia lodowego ze stacji antarktycznej Wostok na Antarktydzie.

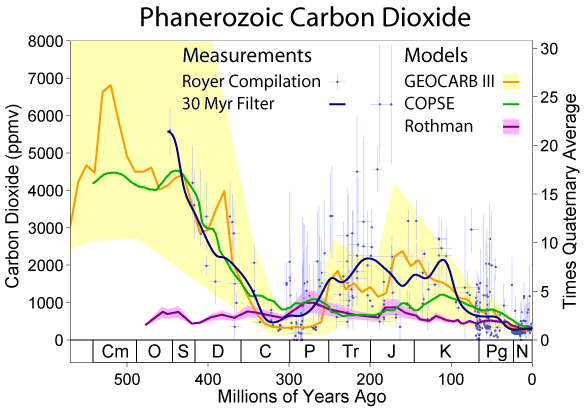
Szacowane stężenie dwutlenku węgla od okresu kambryjskiego do współczesności.

Paleoklimatologia – badanie klimatu Ziemi w okresie sprzed instrumentalnych pomiarów temperatury. Paleoklimatologia wykorzystuje dowody pośrednie (w tym badania rdzeni lodowych, słojów drzew i izotopów tlenu) do określania przeszłego klimatu naszej planety, w tym temperatury i wilgotności, a także składu atmosfery. Wiedza ta jest wykorzystywana nie tylko w geologii, ale też w paleobiologii i paleobotanice. Pozwala określić, w jakich warunkach żyły dawne organizmy oraz jakie warunki występowały podczas wielkich wymierań. W ciągu ostatnich kilkudziesięciu lat rozwinęły się techniki pozwalające symulować klimat Ziemi za pomocą symulacji komputerowych. Wiedza o historii klimatu Ziemi jest podstawą do przewidywania jego zmian, w tym przebiegu obecnego globalnego ocieplenia.

## Metody pomiarów

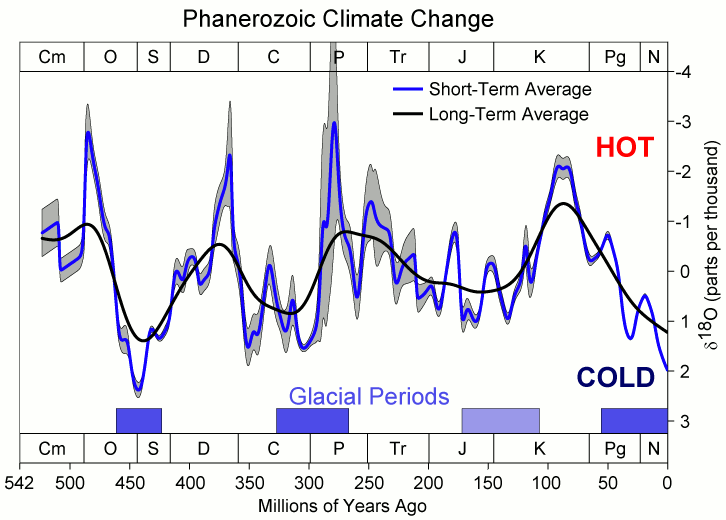
Zmiany wzajemnego stężenia izotopów tlenu w ciągu ostatnich 540 mln lat.

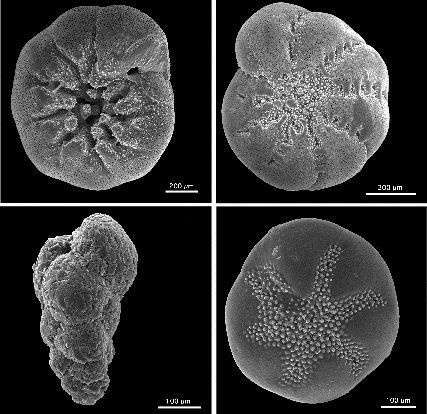
Otwornice.

Dla czasów historycznych czasem dostępne są pośrednie dane meteorologiczne (np. informacje o historycznym zasięgu lodowców górskich lub terminach zbiorów). Dla bardziej zamierzchłych czasów jedyną możliwością badania klimatu jest opieranie się na wskaźnikach pośrednich, takich jak wzajemne stężenie wapnia i magnezu absorbowanego przez organizmy wodne. Skład atmosfery może być określony na podstawie bąbelków powietrza uwięzionych w rdzeniach lodowych, a wysokość poziomu morza za pomocą pomiaru osadów ze strefy wybrzeża lub wzajemnych stężeń stabilnych izotopów tlenu.

### Stabilne izotopy węgla
Węgiel ma dwa stabilne izotopy (12C i 13C) oraz jeden radioaktywny o długim czasie rozpadu 14C. Na Ziemi ilość 13C jest ok. 100-krotnie mniejsza od najpowszechniej spotykanego izotopu 12C. Lżejsze atomy węgla łatwiej wchodzą w reakcje, więc w organizmach żywych ich stężenie jest większe niż w otoczeniu. Osady powstałe z roślin (w tym paliwa kopalne) mają większy udział 12C niż ówczesny ocean, atmosfera czy litosfera. Stężenie 13C jest szczególnie małe w zawartym w Ziemi metanie (zarówno powstałym wskutek procesów biotycznych, jak i abiotycznych), ponieważ aby doszło do jego powstania, potrzeba serii reakcji, z których każda faworyzuje lżejszy izotop węgla. Duże stężenia 13C w osadach świadczą o wyższej produktywności ekosystemu (więcej lekkiego węgla wykorzystanego przez organizmy i pogrzebanego w glebie lub morskich osadach) lub wyższym poziomie morza (oznaczającym mniejszą erozję gleb wzbogaconych w lekki izotop). Nagły spadek stężenia 13C świadczy o wydzieleniu dużej ilości węgla pochodzenia organicznego (np. PETM). Przy szacowaniu wyników uwzględnia się m.in. lokalizację poboru próbek. Miejsca, w których dochodzi do upwellingu cechują się znacznie większym stężeniem węgla-12. O ilości węgla w atmosferze (a więc i w oceanach) świadczyć może również równowaga izotopów w alkenonach, czyli związkach organicznych zawierających podwójne wiązanie pomiędzy atomami węgla oraz grupę karbonylową. Alkenony występują m.in. w fotosyntezujących glonach. Przy wysokiej zawartości dwutlenku węgla w atmosferze glony chętniej absorbują 12C, przy niższej zawartości rośnie udział 13C. Alkenony zawarte w glonach razem z węglanem wapnia pochodzącym z otwornic z tych samych osadów stanowią podstawę do szacowania zawartości dwutlenku węgla w atmosferze oraz jego przepływów w ekosystemie. Pomocne są również badania izotopów węgla w glebach kopalnych.

### Stabilne izotopy tlenu i wodoru

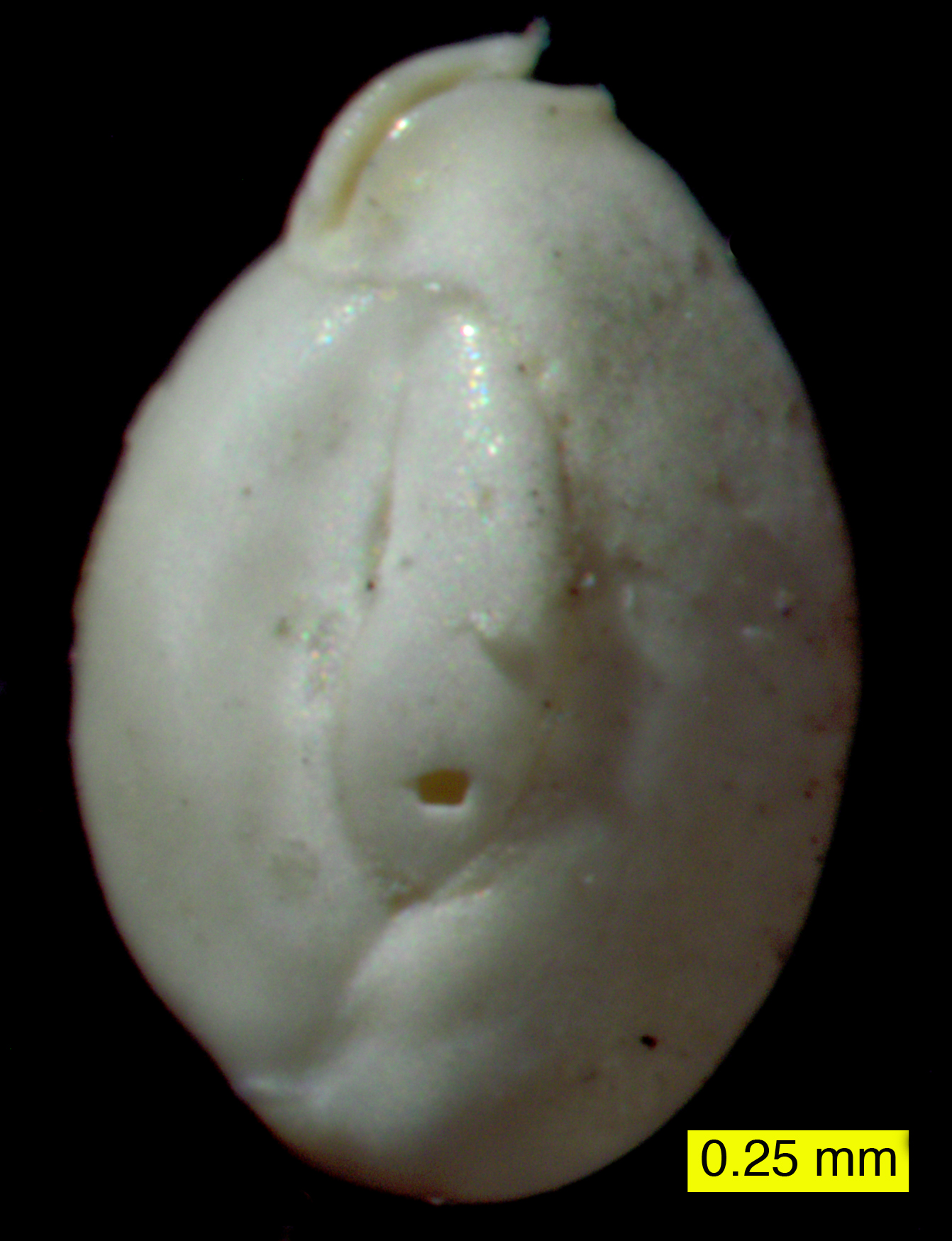
Szkielet otwornicy z rodzaju Quinqueloculina.

Tlen ma trzy stabilne izotopy mające odpowiednio 16, 17 i 18 nukleonów, a wodór dwa (1H i deuter). Najlżejsze z nich zdecydowanie dominują ilościowo. Najważniejsze dla paleoklimatologii jest badanie wzajemnego stosunku liczby atomów 16O do 18O. Cząsteczki wody zawierające lżejsze atomy tlenu i wodoru łatwiej odparowują i wolniej kondensują od cięższych cząsteczek. W miarę przesuwania się ku biegunom rośnie proporcjonalny udział pary wodnej złożonej z lżejszych izotopów. W czapach lodowych i lądolodach osadza się przede wszystkim lód złożony z 16O i 1H. Im większe są pokrywy lodowe, tym więcej "lekkiej wody" zostaje w nich uwięzione i tym wyższe stężenie ciężkich izotopów w wodzie i szczątkach oceanicznych. Proporcje, w jakich organizmy morskie absorbują poszczególne izotopy tlenu zależą również od temperatury, dlatego stosunek 18O do 16O może być też wykorzystywany do badania temperatury wody (zwłaszcza dla okresów, w których w ogóle nie występowały lądolody, a zatem lżejsze izotopy nie były w nich uwięzione). Określenie gatunku po kształcie skorupek pozwala ustalić, na jakiej głębokości żyły organizmy zanim obumarły. Otwornice i glony z klasy Coccolithophyceae pozostawiają skorupki składające się z węglanu wapnia, zaś promienice i okrzemki pozostawiają pancerzyki składające się z krzemionki.

### Termometr Mg/Ca i Sr/Ca
Wzajemne stężenie wapnia i magnezu jest kolejnym ze wskaźników temperatury wykorzystujących otwornice. Te maleńkie protisty budują swoje szkielety z węglanu wapnia w formie kryształków kalcytu. Czasem atomy wapnia zostają zastąpione atomami magnezu - zdarza się to częściej w wyższej temperaturze. Podobnie kryształki aragonitu wchodzące w skład szkieletów koralowców zawierają domieszkę atomów strontu, której wielkość zależy w odwrotny sposób od temperatury wody. Wyniki szacowania temperatury tą metodą mogą być obarczone zwiększonym błędem na obszarach występowania upwellingu. Stosunek magnezu do wapnia w skorupce zależy od gatunku stworzenia i stężenia magnezu w oceanie, stąd wyniki pomiarów (zwłaszcza dla gatunków wymarłych) nie są bardzo precyzyjne. Wskazania termometru Mg/Ca nie zależą od wielkości pokrywy lodowej, więc mogą być używane jako uzupełnienie pomiarów izotopów tlenu.

### Wskaźnik TEX-86

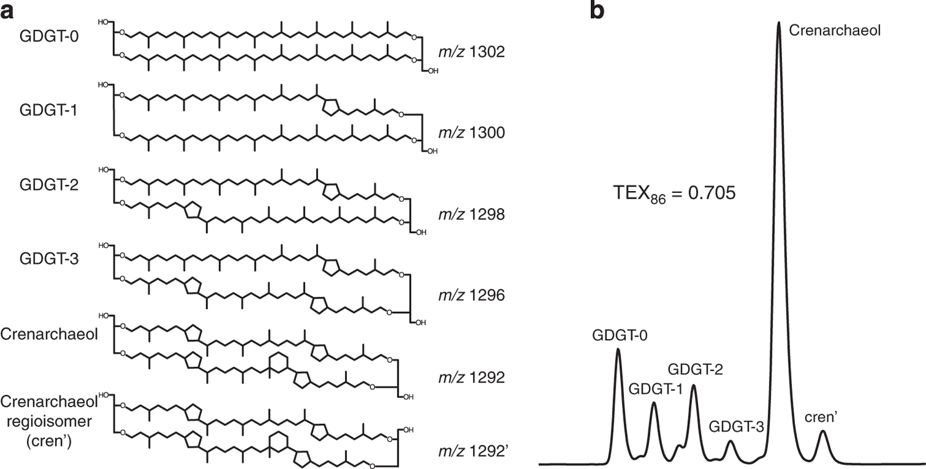
Struktura białek używanych do badania wskaźnika TEX86.

Jednym ze wskaźników geochemicznych informujących o temperaturze wody w okresie formowania skał osadowych jest wzajemny stosunek lipidów zawartych w błonie komórkowej niektórych archeonów. Te związki chemiczne występują dość powszechnie w osadach i są stosunkowo odporne na rozkład. Przy ich pomocy określono temperaturę powierzchni oceanu w kenozoiku i wczesnym mezozoiku. Wskaźnik działa najlepiej dla temperatur w zakresie 15-34 °C. Przed określeniem temperatury należy uwzględnić wahania sezonowe i głębokość występowania badanych organizmów.

### Kształt liści i inne dane fizjonomiczne roślin
Wskaźniki klimatyczne wykorzystujące liście mogą być oparte na dwóch metodach: porównaniu do zakresów tolerancji istniejących lub najbliżej spokrewnionych gatunków oraz wykorzystaniu wiedzy dotyczącej optymalnego kształtu liści dla danych warunków klimatycznych. Porównanie z żyjącymi dziś gatunkami jest możliwe dla względnie nieodległych czasów (do 1-5 mln lat), dla których ewolucja nie spowodowała jeszcze istotnych zmian w zakresie tolerancji środowiskowej. Do porównań za pomocą tej metody wystarcza najmniejsza próbka pozwalająca zidentyfikować gatunek (np. pyłek w rdzeniu lodowym).
Bardziej zaawansowaną metodą pomiarową jest multiwariantowa analiza CLAMP (od ang. Climate Leaf Analysis Multivariate Program) uwzględniająca liście roślin dwuliściennych znalezionych na stanowisku archeologicznym. Znalezione liście (możliwie duży zbiór spośród wszystkich gatunków występujących na stanowisku) są mierzone a analizowane pod kątem 31 kryteriów (w tym wielkości, kształtu, proporcji, użyłkowania) i porównywane z danymi zebranymi z istniejących obecnie stanowisk z wielu miejsc świata. Choć drzewa ewoluują, kształt i wielkość liścia muszą być dostosowane do panujących warunków atmosferycznych. W suchym klimacie liście są generalnie małe i mięsiste, nastawione na ograniczenie utraty wody, nawet kosztem ograniczenia dostępu do światła. W ciepłym i wilgotnym klimacie liście są duże i często występują w wielu piętrach. W regionach o wysokiej temperaturze dominują krawędzie gładkie, a w niskiej zaokrąglone. Na kształt liści wpływają procesy fizyczne niezależne od ewolucji, takie jak parowanie wody z powierzchni liścia, dlatego jego wielkość i kształt będą zależały przede wszystkim od zmiennych środowiskowych. Analiza CLAMP pozwala szacować łącznie 24 parametry klimatyczne, w tym temperaturę (średnioroczną, jak i najcieplejszego i najzimniejszego miesiąca), jak i opady i długość sezonu wegetacyjnego.

### Pozostałe dane
Osady z terenów nabrzeżnych pozwalają określić wysokość poziomu morza. Osady z obszarów jezior bezodpływowych pozwalają określić ich poziom (a więc bilans wodny regionu). Pojawienie się osadów morskich w głębi lądu świadczy o wdarciu się fali sztormowej lub tsunami na ląd, z kolei obecność zwiększonej ilości osadów rzecznych w morzu świadczy o wystąpieniu powodzi lub (w przypadku cyklicznego powtarzania się) okresu zwiększonych opadów lub nasilonej erozji gleby. Ślady pożarów w postaci sadzy i popiołu można odnaleźć w warstwach gleby, osadów rzecznych i jeziornych, a w przypadku transportu na duże odległości również w rdzeniach lodowych.
Badanie wzajemnego stężenia izotopów boru pozwala określić wzajemne stężenie jego wodorotlenków a na tej podstawie pH wody. To z kolei jest jednym ze sposobów na określenie zawartości CO
2 w powietrzu. Stężenie tego gazu można też szacować na podstawie ilości aparatów szparkowych na liściach roślin (przy wyższym stężeniu CO
2 rośliny tworzą ich mniej aby zmniejszyć utratę wody).
Aktywność słoneczną można badać za pomocą izotopów radioaktywnych o długim czasie rozpadu powstających pod wpływem promieniowania kosmicznego. Izotopy te odkładają się w żywych tkankach, glebach i osadach morskich, jak również w rdzeniach lodowych. Najczęściej wykorzystuje się 14C (czas połowicznego rozpadu 5730 lat), a w przypadku starszych osadów 10Be (czas połowicznego rozpadu 1,36 mln lat). Przy pomocy tych metod udało się ustalić m.in., że niektóre fragmenty Ziemi Baffina znalazły się poza czapą lodową dopiero trzeci raz w ciągu ostatniego miliona lat.

### Modelowanie klimatyczne
Najnowszą metodą badania przeszłego klimatu jest modelowanie z użyciem narzędzi komputerowych. Użycie modeli ma podwójne zastosowanie - pozwala oszacować klimat Ziemi (w tym obszarów, dla których wyniki pośrednich pomiarów są niedokładne, niekompletne lub wzajemnie sprzeczne), a przy okazji stanowi sprawdzenie samego modelu - czy jest on w stanie uzyskać zgodne z najlepszą wiedzą wyniki modelowania klimatu dla warunków różnych od obecnego klimatu Ziemi. W ten sposób można ocenić na ile model jest zdolny do przewidzenia przyszłego klimatu Ziemi, szczególnie w kontekście wzrostu temperatury wskutek globalnego ocieplenia.

## Źródła próbek

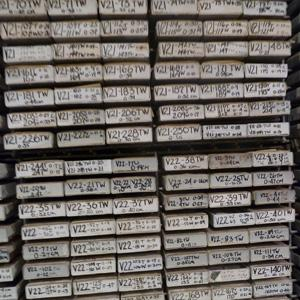
Rdzenie osadów stanowią cenną wskazówkę dla paleoklimatologii.

Podstawowym źródłem wiedzy o klimacie wszystkich epok sprzed pojawienia się bezpośrednich pomiarów są ślady znalezione w ziemi i skałach osadowych.  Do określania wieku skał i szczątków organicznych wykorzystuje się przede wszystkim metody izotopowe pozwalające określić czas powstania na podstawie stosunku pomiędzy ilością uwięzionych w momencie powstania izotopów promieniotwórczych a ilością produktów ich rozpadu lub stabilnych izotopów tych samych pierwiastków. Określenie temperatury w środowisku jest możliwe m.in. na podstawie innych badań izotopowych, absorpcji magnezu i strontu przez plankton oraz na podstawie badań martwej materii organicznej. Informacji o temperaturze i wilgotności dostarczają też dane o zasięgu erozji lodowcowej i występowaniu charakterystycznych gatunków o znanej niszy siedliskowej.

### Zapisy historyczne
Zapisy historyczne mogą stanowić istotne źródło informacji o klimacie w czasach historycznych. Przykładem są obserwacje daty zamarzania i rozmarzania jezior, początek kwitnienia wiśni, czy data zbiorów winorośli. Bogatym źródłem danych są dzienniki pokładowe statków - zawierają one dane dotyczące nie tylko bieżącej pogody (zwłaszcza wiatru i opadów), ale w przypadku obszarów polarnych również zasięgu zjawisk lodowych, co pozwala określić długoterminowe wzorce pogodowe. Na podstawie zapisów historycznych można określić dla niektórych lokalizacji przebieg zmian temperatury z okresu ostatnich kilkuset lat. Innym źródłem jest historyczny zasięg lodowców górskich, dla którego cząstkowe dane sięgają w niektórych regionach Alp nawet kilkuset lat.

### Rdzenie lodowe

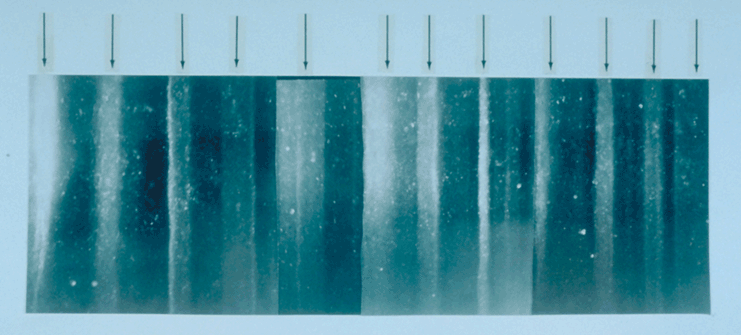
Próbka lodu ze rdzenia lodowego o długości 19 cm. Strzałkami oznaczono przyrosty z 11 kolejnych lat.

Rdzenie lodowe są jednym z najbogatszych źródeł danych o klimacie z ostatnich kilkuset tysięcy lat, ze względu na to, że można przy ich pomocy szacować zarówno temperaturę, jak i opady oraz aktywność wulkaniczną. W rdzeniach lodowych zachowane są bąbelki powietrza atmosferycznego sprzed setek tysięcy lat, na podstawie których można określić za pomocą spektrometrii masowej stężenie gazów cieplarnianych, w tym dwutlenku węgla, metanu i tlenku diazotu. Oprócz powietrza w rdzeniach lodowych uwięzione zostają cząstki pyłów i aerozoli wulkanicznych. Porównanie ich stężenia na obu półkulach pozwala stwierdzić, czy erupcja miała miejsce na półkuli północnej, południowej, czy w pobliżu równika. Grubość rocznej warstwy lodu wskazuje na roczną wartość opadów w danym miejscu. Te są częściowo zależne od temperatury, choć do określania jej wykorzystuje się przede wszystkim badania izotopowe. Rdzenie lodowe mogą też zapewnić szacunkowe dane dotyczące wielkości i rozmieszczenia pustyń (dzięki obecności pyłu przywianego z tych obszarów) i pożarów lasów (na podstawie cząstek sadzy). Pyłki roślin pozwalają określić, jakie gatunki roślin występowały w pobliżu lądolodu.
Odwiertów dokonuje się w miejscu, gdzie przez cały rok temperatury są znacznie poniżej zera, opady bardzo niskie, a lód akumuluje się z roku na rok i nie przemieszcza pod wpływem ruchu lądolodu. Najdłuższy okres pomiarów jest możliwy dla rdzeni lodowych pochodzących z Grenlandii i Antarktydy. Najdłuższy nieprzerwany ciąg pomiarów sięga 800 tysięcy lat w przeszłość, a najstarsze próbki lodu pochodzą sprzed 2,7 mln lat. Występowanie tak starego lodu jest rzadkie, gdyż lód spływa ze środka lądolodu w kierunku morza, zaś szczególnie głębokie warstwy lodu są topione ciepłem pochodzącym z wnętrza Ziemi. Jak dotąd najstarsze próbki lodu pochodzą z miejsc, gdzie niebieski lód lodowcowy (stary lód) wydostaje się na powierzchnię. Takie obszary pokrywają 1,67% powierzchni kontynentu. Antarktyda jest przynajmniej częściowo pokryta lodem nieprzerwanie od ok. 30 mln lat. Choć masy lodu na Antarktydzie znajdują się w ciągłym ruchu, spekuluje się, że mogą istnieć miejsca, gdzie zachował się lód sprzed okresu epok lodowcowych (starszy niż 3 miliony lat). Takie odkrycie pozwoliłoby określić skład atmosfery w czasach, gdy klimat Ziemi był o ok. 3 stopnie cieplejszy niż obecnie.
Rdzenie lodowe z różnych miejsc można porównywać ze sobą dzięki występowaniu tych samych zanieczyszczeń (np. wulkanicznych) w konkretnych latach. W pierwszych powstawania lodu uwięzione gazy podlegają dyfuzji, więc zmierzone stężenia np. metanu stanowią w rzeczywistości średnią z okresu od kilkunastu do kilkuset lat. Dane z rdzeni lodowych są datowane i kalibrowane poprzez badania radioizotopowe oraz porównywane z innymi pośrednimi pomiarami temperatury.

### Dendrochronologia

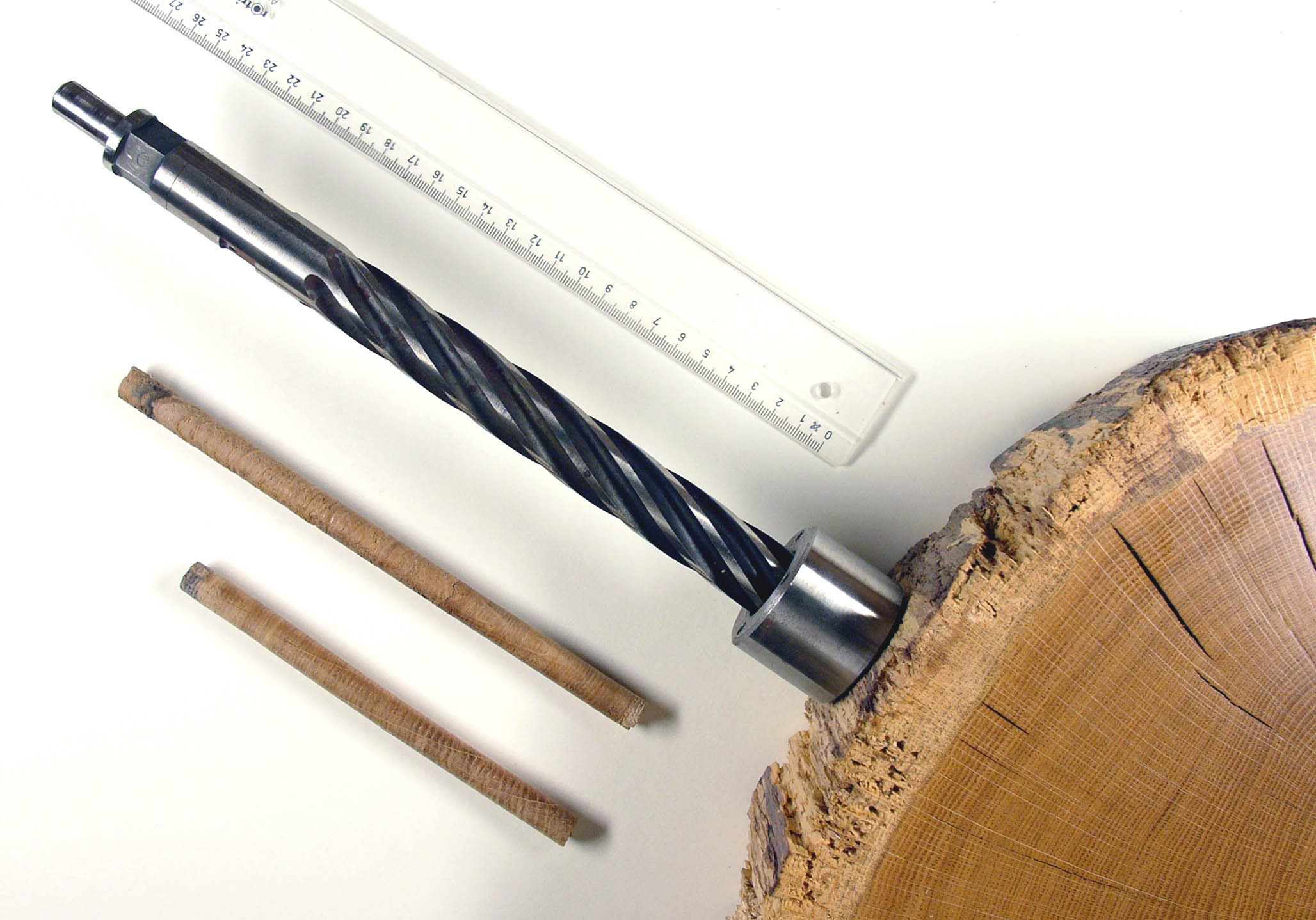
Wiertło do poboru próbek z pni drzew.

Dendrochronologia to metoda datowania zjawisk i badania klimatu wykorzystująca słoje drewna. Badanie szerokości słojów i gęstości drewna roślin o znanej dacie śmierci pozwala określić warunki wzrostu panujące w poszczególnych latach. Wykorzystanie próbek z wielu drzew pozwala wziąć poprawkę na zakłócenia mające wpływ na pojedyncze drzewa (np. uszkodzenie przez wiatr, zgryzanie przez roślinożerców) i określić warunki dla rozwoju drzew na określonym obszarze (w tym temperaturę, nasłonecznienie i opady). Fragmenty martwych drzew zachowane w budowlach i torfowiskach można datować poprzez porównanie słojów ze starszymi żyjącymi drzewami lub pniami drzew o wcześniej wyznaczonej (bezpośrednio lub również przez porównanie) dacie śmierci. W ten sposób można uzyskać ciągłą skalę o długości kilku tysięcy lat. Najstarsza ciągła linia pomiaru sięga 12 310 lat.

### Badania koralowców i mięczaków
Niektóre mięczaki i koralowce, podobnie jak drzewa, żyją wiele dziesiątek lat i co roku przyrastają tworząc nową warstwę szkieletu. Podobnie jak dla drzew, tempo przyrostów zależy od warunków otoczenia. Dane, jakie można odczytać z analizy szkieletów koralowców i mięczaków obejmują temperaturę wody podczas formowania (na podstawie badań izotopowych tlenu oraz proporcji atomów magnezu i wapnia), obecność osadów pochodzących z lądów (naniesionych przez powódź) i szacunkową wysokość poziomu morza. Do badań można wykorzystać koralowce, mięczaki, krasnorosty zawierające związki węglanowe oraz inne długo żyjące organizmy występujące w wodach słodkich i słonych. Najmłodsze szkielety można datować przez porównanie wzoru słojów do organizmów o znanej dacie śmierci, starsze (do ok. 30 tysięcy lat) za pomocą radiodatowania węglowego, a starsze przy pomocy metod izotopowych wykorzystujących uran i tor. Dla wielu koralowców daje się wyróżnić zarówno przyrosty roczne, jak i przyrosty z każdego dnia, co stwarza możliwość określenia, jak w miarę spowalniania ruchu obrotowego Ziemi malała liczba dni w ciągu roku.

### Osady morskie i lądowe
W wyniku obumierania i opadania martwych organizmów co roku w glebie i na dnie morza pojawia się nowa warstwa martwych szczątków organicznych. Większa część ulega rozkładowi przez utlenienie, jednak część szczątków (np. szkielety koralowców wykonane z węglanu wapnia, szczątki organiczne pogrzebane w warunkach beztlenowych) nie rozkłada się, ale pozostaje tworząc osady. Osady można badać bezpośrednio w miejscu występowania (np. w starych kamieniołomach lub wychodniach), lub pobierać próbki do badań w laboratorium. Popularną metodą w przypadku osadów podmorskich jest pobieranie rdzeni. Podobnie jak rdzenie lodowe, osady tworzą odkładające się co roku warstwy, w których uwięziony zostaje pył wulkaniczny, pył pustynny, namuły rzeczne i szczątki organiczne, które można potem datować metodami radioizotopowymi i innymi i badać m.in. za pomocą proporcji izotopów. Największe archiwa rdzeni lodowych potrafią zawierać rdzenie o łącznej długości 35 kilometrów

## Klimat w przeszłości

Wykres temperatur z ostatnich 540 mln lat odtworzony na podstawie danych pośrednich. Uwaga: zmienna skala przedziału czasu.

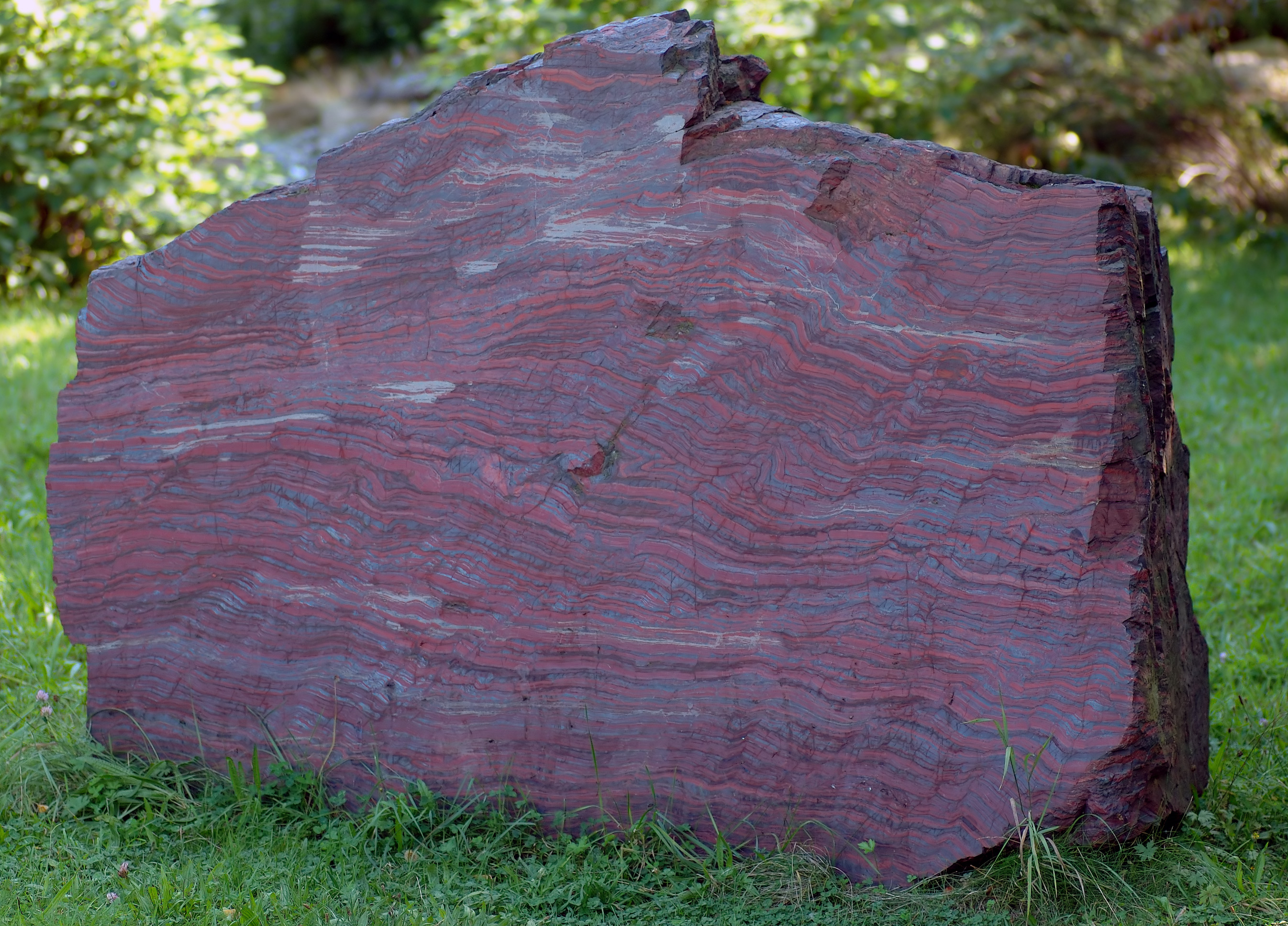
Wstęgowe rudy żelaziste są dowodem na bardzo niską zawartość tlenu w pierwotnej atmosferze Ziemi.

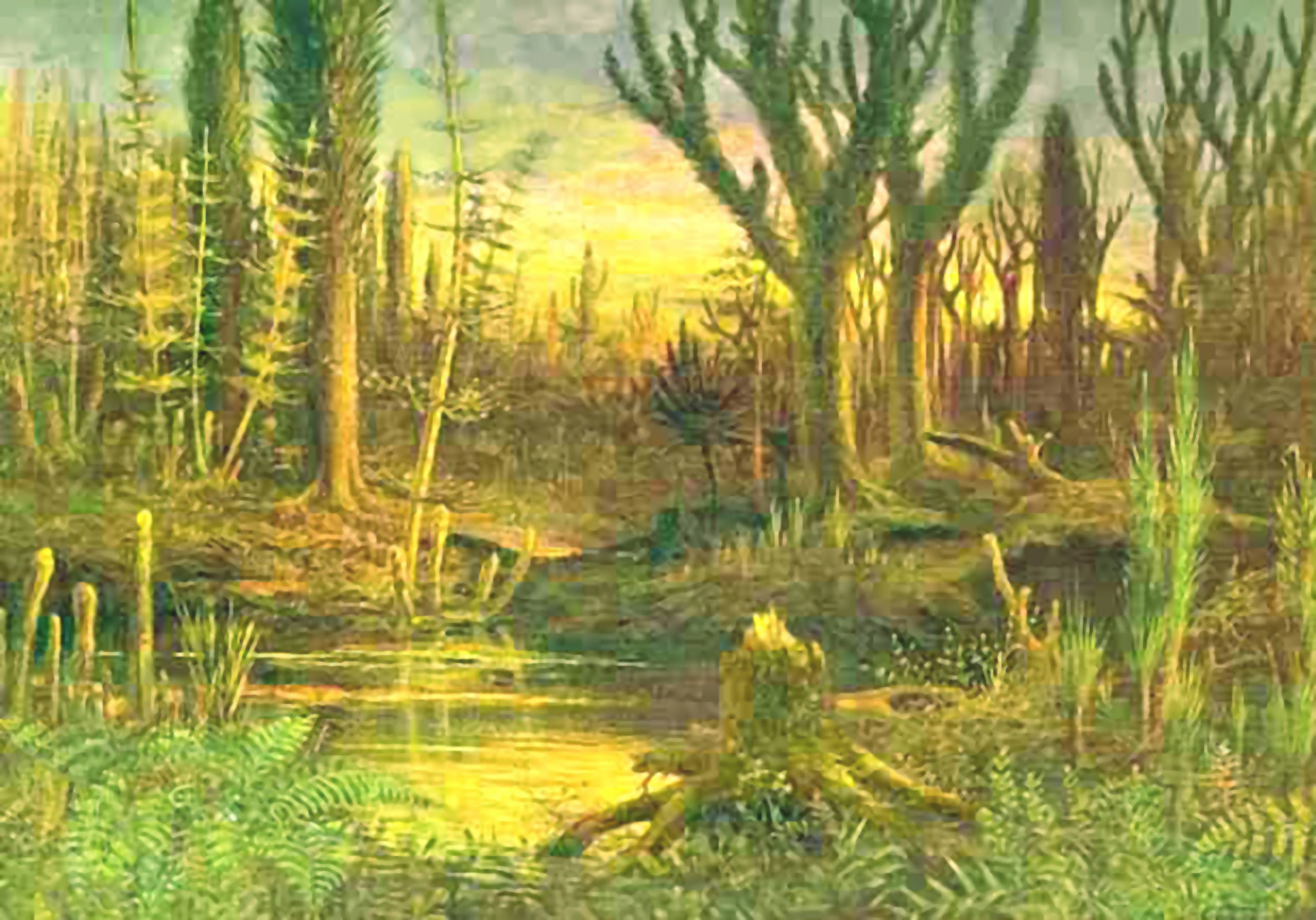
Klimat w Dewonie - wizja artystyczna

Dane zebrane w wyniku badań szczątków i modelowania są zestawiane ze sobą aby odtworzyć klimat panujący na Ziemi w danym okresie i jego zmiany. Szczególnym zainteresowaniem paleoklimatologów cieszą się okresy nagłych zmian klimatu, takie jak paleoceńsko-eoceńskie maksimum termiczne, przejścia od epok lodowcowych do interglacjałów, a także okresy istotne z punktu widzenia biosfery, takie jak wielkie wymierania. Zebrane dane pokazują, że temperatura Ziemi pozostawała w silnej korelacji ze stężeniem dwutlenku węgla w atmosferze. Na przestrzeni ostatniego miliarda lat Ziemia przechodziła zarówno okresy całkowitego zlodowacenia, jak i temperatur o ponad 10 °C wyższych niż dzisiejsze.

### Okres prekambryjski
500 mln lat po powstaniu Ziemi jej atmosfera składała się głównie z dwutlenku węgla, azotu, pary wodnej i tlenków siarki, jednak już 2,5 mld lat temu w morzach zaczął pojawiać się tlen. Osiągnięcie poziomu porównywalnego z obecnym (powyżej 15%) nastąpiło dopiero kilkaset milionów lat temu. Już 2,9 mld lat temu temperatura powierzchni Ziemi była zbliżona do dzisiejszej, a część powierzchni Ziemi była pokryta lodem. W okresie między 2,45 mld lat a 2,22 mld lat nastąpiło silne ochłodzenie (przypuszczalnie wywołane rozkładem metanu przez wyprodukowany przez organizmy fotosyntezujące tlen, skutkiem czego znaczna część (a być może całość) powierzchni Ziemi została pokryta lodem tworząc tzw. "Ziemię-śnieżkę". W późniejszym okresie (1,8 mld lat temu do 800 mln lat temu) klimat Ziemi był cieplejszy pomimo przypuszczalnie niskiego stężenia metanu, co sygnalizuje brak śladów po zlodowaceniach. W okresie Kriogenu Ziemia ponownie dwukrotnie pokryła się lodem.

### Paleozoik i Mezozoik
W erze paleozolicznej temperatury na Ziemi przez większą część czasu były wyższe niż obecnie. Pierwsze zlodowacenie nastąpiło pod koniec Ordowiku i było najprawdopodobniej wywołane spadkiem stężenia CO
2 w atmosferze, co spowodowało masowe wymieranie organizmów morskich. W okresie Syluru część Ziemi była pokryta lodem. Okresy nasilonego zlodowacenia (widocznego dzięki badaniom izotopów tlenu) towarzyszyły obniżonego stężeniu tlenu w oceanach powodujące wymarcie części organizmów morskich. W Dewonie Ziemia była praktycznie wolna od lodu, a temperatura powierzchni morza w tropikach sięgała 30 °C na początku okresu. Znaleziska w ówczesnej strefy równikowej świadczą o bardzo suchym klimacie. W tym okresie po raz pierwszy rośliny lądowe osiągnęły znaczne rozmiary i zróżnicowanie, powodując powstanie gleb i absorpcję węgla. Pod koniec Dewonu temperatura spadła i w okresie Karbonu Ziemia weszła w kolejne zlodowacenie. Z biegiem czasu stężenie CO
2 i średnia temperatura Ziemi dalej spadały. Powodowało to zmiany w ekosystemach leśnych widoczne w zapisie kopalnym. To z tego okresu pochodzi większość złóż węgla kamiennego z obszarów Stanów Zjednoczonych, Europy i Chin.
Koniec Permu przyniósł radykalną zmianę klimatu skorelowaną w czasie z największym z zanotowanych do tej pory masowych wymierań. Podczas wymierania permskiego wyginęło ponad 90% gatunków morskich i 75% gatunków lądowych. Zapis kopalny z tego okresu pokazuje dużą aktywność wulkaniczną na obszarze trapów syberyjskich oraz uwolnienie do atmosfery bardzo dużych ilości węgla z osadów organicznych. Okres wprowadzenia do szybkiego obiegu dużej ilości węgla jest powiązany z wystąpieniem warunków beztlenowych na większości obszarów oceanu. Przyczyną wymierania było najprawdopodobniej połączenie aktywności wulkanicznej z nagłym ociepleniem klimatu, odtlenieniem oceanów i wydzielaniem siarkowodoru przez bakterie. Temperatura powierzchni morza na obszarach tropikalnych mogła przekroczyć 38 °C (a na lądzie osiągnąć jeszcze wyższe wartości), co spowodowało zanik większości roślin i zwierząt na obszarach równikowych oraz spowodowało wycofanie się z mórz w tych obszarach większości ryb i dominację prostych bezkręgowców.
Warunki klimatyczne podczas ery mezozoicznej (252-66 mln lat temu) były przez cały czas cieplejsze niż obecnie. Z tego okresu nie ma śladów po lądolodach, a obszary tropikalnej wegetacji sięgały znacznie wyższych szerokości geograficznych niż obecnie. W erze mezozoicznej kilkukrotnie zdarzały się okresy nagłego wzrostu temperatury skorelowane z sugerowanym przez stosunek izotopów tlenu uwolnieniem do atmosfery węgla pochodzenia organicznego.

### Trzeciorzęd
Przez pierwsze 10 mln lat po wymieraniu kredowym temperatura powierzchni Ziemi pozostawała o ok. 10 °C wyższa niż obecnie, a wiele terenów dziś zdominowanych przez formacje trawiaste było pokrytych przez lasy. 55 mln lat temu nastąpiło paleoceńsko-eoceńskie maksimum termiczne wywołane uwolnieniem do atmosfery i oceanów dużej ilości (od 2000 do 22 000 miliardów ton) węgla. W wyniku wzrostu stężenia gazów cieplarnianych, temperatura powierzchni Ziemi wzrosła w ciągu kilku tysięcy lat o około 5 °C. Równie wysokie temperatury, wyższe od obecnych od +8 °C w tropikach do nawet +44 °C na Antarktydzie, panowały we wczesnym Eocenie, potem klimat zaczął się ochładzać, a ok. 35 mln lat temu Antarktyda została pokryta lądolodem. Kolejny wzrost temperatury nastąpił w środkowym Miocenie (17-14 mln lat temu). Ok. 2,5 mln lat temu nastąpiło ochłodzenie klimatu i uformowanie się lądolodu Grenlandii. W tym samym czasie nastąpiła stabilizacja lądolodu Antarktydy Wschodniej. W późnym Pliocenie (3,6-2,58 mln lat temu) ostatni raz stężenie CO
2 było tak wysokie jak obecnie (powyżej 400 ppm), a poziom morza był wyższy o średnio 20 metrów. Obliczenia zachowania się obecnej pokrywy lodowej na Antarktydzie pokazują, że taki wzrost poziomu morza jest możliwy już dla temperatury wyższej od obecnej o ok. 2 °C.

### Czwartorzęd
Od początku Plejstocenu trwa cykl glacjałów i interglacjałów, pomiędzy którymi średnia temperatura Ziemi zmienia się o max. 5 °C. Podczas glacjałów lądolód pokrywał znaczną część Ameryki Północnej, Północną Europę (w tym przynajmniej część Polski) i część Syberii. Zarówno podczas okresów z wyższą, jak i niższą temperaturą, notowano istotne zmiany klimatu. Cykl glacjałów i interglacjałów wyznaczany był przede wszystkim przez Cykle Milankovicia warunkujące ilość światła słonecznego docierającego do wyższych szerokości geograficznych wokół bieguna północnego. W okresach, gdy północ Europy i Ameryki Północnej otrzymywała mniej ciepła, następował przyrost pokrywy śnieżnej, a następnie przyrost i rozrost lądolodów. Zimne okresy skorelowane są z mniejszym stężeniem dwutlenku węgla i metanu oraz znacznie niższym poziomem morza (nawet o 130 metrów). Najlepiej zbadanym (przypuszczalnie najcieplejszym) interglacjałem jest interglacjał eemski, który zaczął się 130 tys. lat temu. W jego najcieplejszej fazie (trwającej kilka tysięcy lat) temperatura powierzchni Ziemi była wyższa o ok. 2 °C od średniej z XX wieku, a poziom morza był o 5 metrów wyższy niż obecnie. Ostatni lądolód ustąpił z Polski 12 tysięcy lat temu. Pozostałości po jego pobycie są widoczne w rzeźbie północnej Polski.
W okresie od 7000 do 5000 lat temu średnia temperatura Ziemi była porównywalna do obecnej, jednak na wysokich szerokościach geograficznych półkuli północnej temperatury w lecie (a w niektórych miejscach również zimą) były zauważalnie wyższe od dzisiejszych, co wynikało z czynników orbitalnych. Od tego czasu aż do początków instrumentalnych pomiarów temperatury średnia temperatura powierzchni Ziemi nie podlega istotnym zmianom.

## Przyczyny zmian klimatu

Efekt cieplarniany. Strumienie energii na metr kwadratowy powierzchni Ziemi w W/m2.

Ilość energii wypromieniowywanej przez Ziemię w kosmos jest w długim czasie równa energii pochłanianej ze Słońca. Średnia temperatura powierzchni Ziemi wynika z bilansu energii dopływającej do niej ze Słońca i wypromieniowywanej na zewnątrz. Nawet niewielkie odstępstawa od równowagi trwające długo wywołują zmianę temperatury powierzchni Ziemi. Jaką część energii słonecznej pochłania powierzchnia określa parametr zwany albedo planety, a na ilość wypromieniowanej przez Ziemę energii jej temperatura oraz warunki przenoszenia promieniowania w atmosferze, które zależy od stężenia gazów cieplarnianych i aerozoli. Lokalny klimat zależy od warunków geograficznych panujących w określonym miejscu, w tym od wysokości nad poziomem morza, od obecności lądu, oceanu lub lądolodu, prądów morskich i wegetacji.

### Zmiany aktywności słonecznej
Ilość energii docierająca do Ziemi ze Słońca wynika ze stałej słonecznej oraz średniej odległości Ziemi od Słońca. Na przestrzeni milionów lat moc Słońca rośnie i obecnie jest o ok. 2,5% silniejsza niż 250 mln lat temu, co przekłada się na dodatkowe wymuszanie radiacyjne ok. 6 W/m2 powierzchni Ziemi. Aktywność słoneczna zmienia się w cyklu o ok. 11-letnim okresie oraz przechodzi przez długookresowe minima i maksima, jednak wpływ tych cykli na klimat Ziemi nie jest bardzo istotny. Wzrost stałej słonecznej o 0,5 W/m2 (na poziomie orbity Ziemskiej) powinien (bez zmiany innych czynników) doprowadzić do podniesienia temperatury powierzchni Ziemi o 0,15 °C.

### Cykle Milankovicia

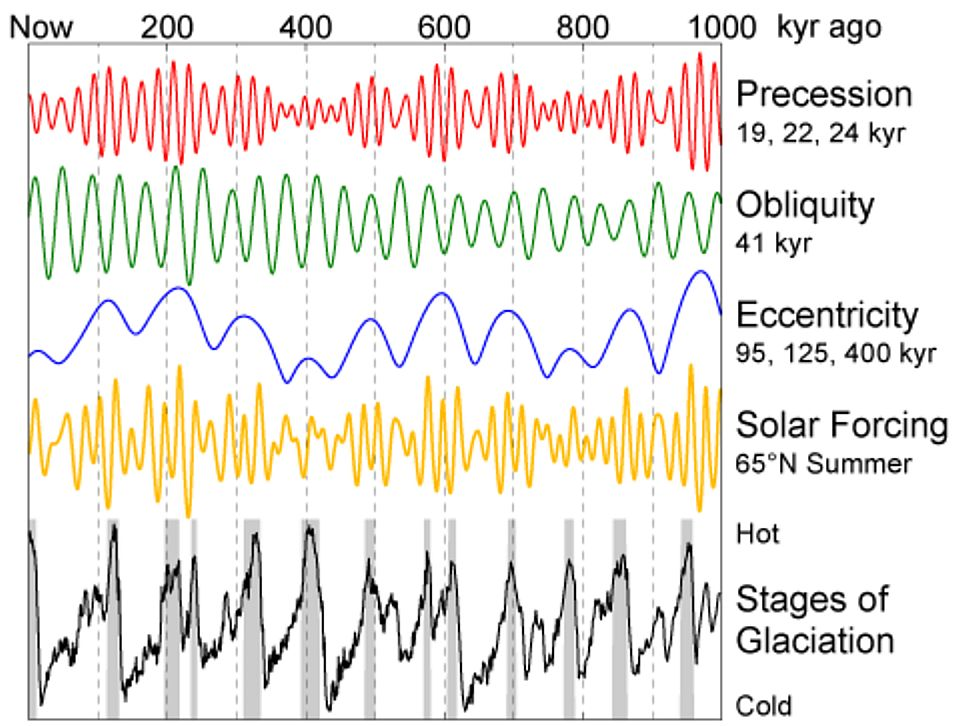
Cykle Milankovicia i klimat Ziemi - górne trzy linie przedstawiają precesję, nachylenie i eliptyczność orbity. Żółta linia przedstawia ilość światła padającego na 65 równoleżnik szerokości geograficznej północnej. Poniżej cykl epok lodowych i integlacjałów. Chwila obecna znajduje się po lewej stronie.

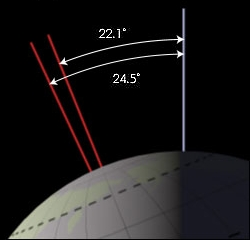
Jeden z astronomicznych czynników kontrolujących zmiany klimatu na ziemi. Zmiana nachylenia osi obrotu Ziemi.

Osobną przyczyną zmiany klimatu są Cykle Milankovicia. Są to zmiany orbity Ziemi powtarzające się w cyklach o okresach liczonych w dziesiątkach i setkach tysięcy lat. Największy wpływ na zmiany klimatu ma zmiana eliptyczności orbity ziemskiej, która zmienia się w cyklach o średnim okresie 100 tysięcy lat. Największy strumień ciepła dociera do powierzchni Ziemi gdy orbita jest maksymalnie eliptyczna (ekscentryczność osiąga 0,06). Zmiana orbity zwiększa średni strumień energii docierający do powierzchni Ziemi o 0,45 W/m2 (przyjmując obecne albedo). Pozostałe cykle (precesja i zmiany nachylenia osi) nie wpływają one na ilość promieniowania słonecznego docierającego do Ziemi, a jedynie na rozkład promieniowania słonecznego na poszczególnych obszarach. Zmiany strumienia energii docierające do wysokich szerokości geograficznych na półkuli północnej mają wpływ na formowanie i zanik lądolodów w północnej Europie i Ameryce Północnej. Przez ostatnie 10 tysięcy lat dopływ ciepła do tych szerokości geograficznych malał, a przez następne 50 tysięcy lat będzie wyższy niż dziś.

### Zmiany stężenia gazów cieplarnianych i aerozoli
Obecność gazów cieplarnianych ma znaczny wpływ na klimat Ziemi - szacuje się, że po zniknięciu gazów cieplarnianych temperatura powierzchni Ziemi spadłaby o 35 °C w ciągu kilkudziesięciu lat. Największy wpływ na efekt cieplarniany mają para wodna, dwutlenek węgla, metan i podtlenek azotu. Spośród tych gazów jedynie para wodna skrapla się w atmosferze, więc jej aktualne stężenie jest zależne od temperatury. Pozostałe gazy mają długi czas życia w atmosferze, szczególnie CO
2, którego ilość jest regulowana przez obieg węgla w przyrodzie. W wysokiej temperaturze ilość dwutlenku węgla usuwanego z atmosfery wzrasta, co powoduje ochładzanie klimatu. Dzięki temu w skali czasowej setek milionów lat wzrost mocy Słońca jest kompensowany przez malejące stężenie CO
2 i temperatura Ziemi pozostaje w granicach zdatnych do rozwoju życia na ladzie. Zmiany stężenia aerozoli wynikają z aktywności wulkanicznej, wiatru wiejącego nad pustyniami i morzami oraz wegetacji (w tym pylenia roślin i pożarów). Na podstawie historycznych danych wiemy, że wpływ erupcji wulkanicznych jest zazwyczaj krótkotrwały (trwa od kilku lat w przypadku większych erupcji, takich jak wybuch Pinatubo w 1991 do kilkudziesięciu lat w przypadku erupcji superwulkanu), ale może powodować w tym czasie istotne wahania temperatury i wilgotności wybranych regionów Ziemi. Długotrwałe wielkie erupcje wulkaniczne potrafią trwale zmieniać klimat Ziemi poprzez emisje gazów cieplarnianych.

### Albedo

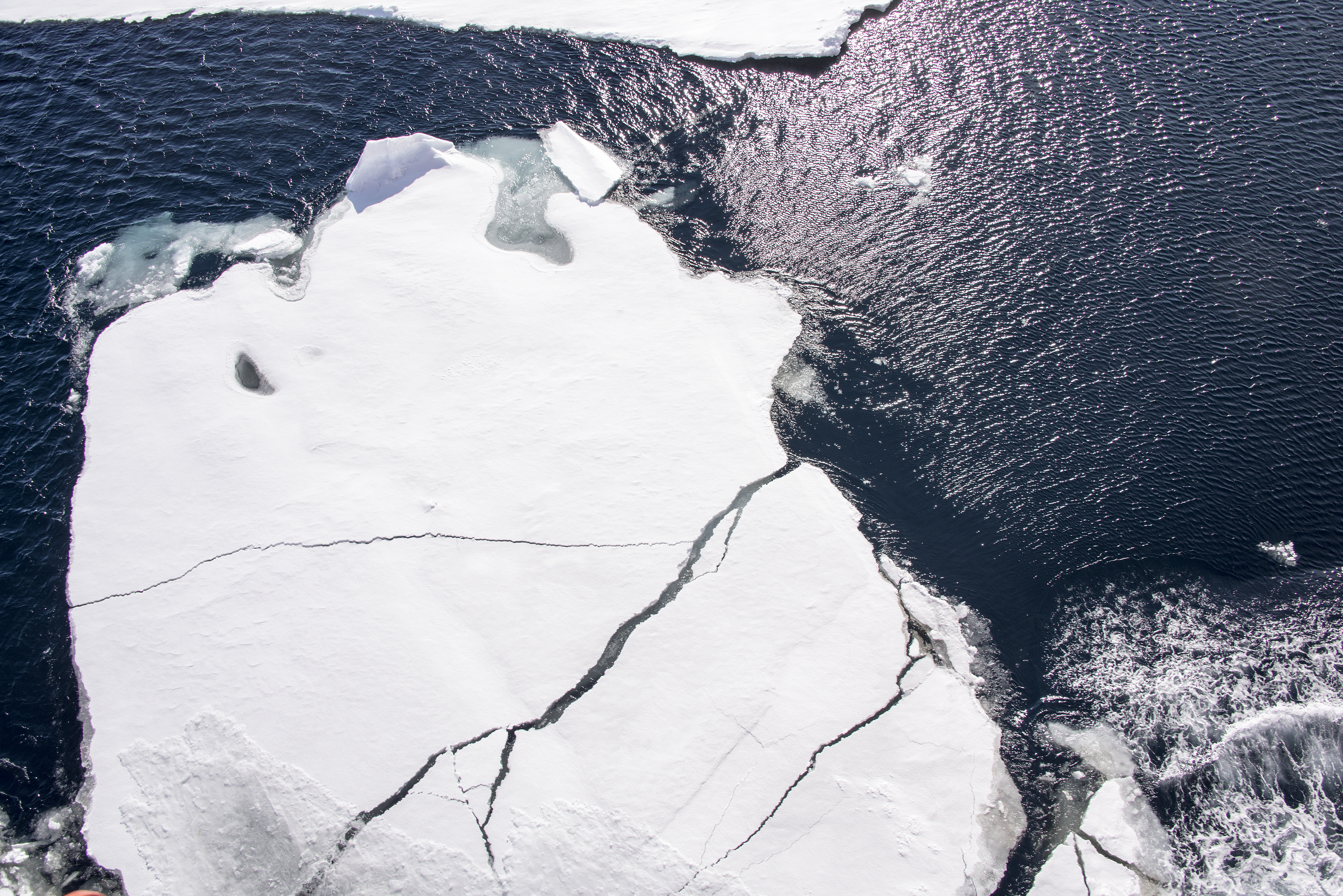
Lód i śnieg odbijają większość padającego światła słonecznego, ocean pochłania ok. 94%.

Albedo zależy m.in. od powierzchni pokrytej śniegiem i lodem, stąd zmniejszenie powierzchni pokrywy śnieżnej i lodu morskiego w Arktyce jest odpowiedzialne za silniejsze ocieplanie się tej części globu. Na albedo ma wpływ również powierzchnia i typ chmur (chmury mogą mieć zarówno działanie ochładzające poprzez odbijanie światła słonecznego z powrotem w kosmos, jak i ocieplające poprzez absorpcję promieniowania podczerwonego wydzielanego przez Ziemię). Wielkość, rozmieszczenie i kształt chmur są jednym z największych źródeł niepewności przy badaniach dotyczących klimatu Ziemi, szczególnie dla odległych epok geologicznych, gdy warunki panujące w atmosferze były odmienne od dzisiejszych. Dynamika chmur zależy od zjawisk zachodzących w małej skali w planetarnej warstwie granicznej, stąd jest trudna do odwzorowania w globalnych modelach klimatu, gdzie przyjmuje się ich określone zachowanie na drodze parametryzacji. Ocenia się, że przy stężeniu dwutlenku węgla powyżej 1200 ppm nastąpi zanik znacznej części chmur typu stratocumulus nad powierzchnią mórz, co doprowadzi do dalszego wzrostu temperatury nawet do 8 °C.
Zauważalny wpływ na albedo ma również zmiana poziomu morza (ponieważ woda pochłania większą część promieniowania słonecznego niż ląd), a także typ roślinności (np. wielkość lasów), pył pustynny a nawet obecność mikroskopijnych alg na lodzie.

### Dryf kontynentów
Wędrówka kontynentów ma wpływ na regionalny klimat poprzez zmiany prądów morskich, wiatrów monsunowych i nasłonecznienie poszczególnych lokalizacji w wyniku przesuwania kontynentów na wyższą lub niższą szerokość geograficzną. Rozkład kontynentów ma wpływ na klimat również poprzez usuwanie CO
2 w procesie wietrzenia, co wynikowo przekłada się na zmiany klimatu. Powstanie lądolodu jest możliwe tylko wówczas, gdy niskiej temperaturze powierzchni globu towarzyszy obecność kontynentów w obszarach okołobiegunowych. Dodatkowym czynnikiem mającym wpływ na klimat jest możliwość przepływu prądów morskich wokół równika lub wokół biegunów. Wpływa to na możliwość dotarcia ciepła do obszarów polarnych, a więc na spadek ich temperatury.

### Czynniki wpływające na rozkład temperatury i lokalny mikroklimat
Do głównych czynników wpływających na klimat w danym miejscu należą, oprócz czynników globalnych, również szerokość geograficzna i wysokość nad poziomem morza (zmieniająca się pod wypływem procesów tektonicznych), rozkład lądów, oceanów i lądolodów, prądy morskie, topografia terenu i pokrycie terenu.